# 香澄のあ
香澄 のあ（英文名：Noa Kasumi、かすみ のあ、1990年7月15日 - ）は、日本の元AV女優。マークスジャパンに所属していた。シャングリラス撮影会の出演モデル。

## 人物・略歴
旧芸名は、笠井しずく。
趣味:ショッピング,犬の散歩
特技:料理,剣道、身体が柔らかい
2010年11月に「New Comer 現役国立女子大生 処女のままAVデビュー!!」でマックス・エーよりAVデビュー。
2011年5月に、「現役国立女子大生 天然Gカップ香澄のあが癒してあげる」を最後に引退。
2014年6月7日に、ニコニコ生放送でコミュニティを開設する。オーナー名はシュガー。

## 作品

### アダルトビデオ
- New Comer 現役国立女子大生 処女のままAVデビュー!!（2010年11月12日 マックス・エー）[6]
- H現役国立女子大生 体が敏感になってビクビクしちゃう。（2010年12月10日 マックス・エー）
- 未体験の刺激的SEXで感じちゃった （2011年1月14日 マックス・エー）
- 委員長が献身的にシテあげる（2011年2月11日 マックス・エー）
- ニセ汁NG!すべて本物ザーメン宣言!! 初めての連発顔射!!（2011年3月25日 マックス・エー）
- 現役国立女子大生 香澄のあ Gカップ家庭教師（2011年4月22日 マックス・エー）
- 現役国立女子大生 天然Gカップ香澄のあが癒してあげる（2011年5月27日 マックス・エー）
- Re:香澄のあ MAX GIRLS REMIX（2012年1月27日 マックス・エー） - オムニバス作品「MAX GIRLS」の再編集版。BDのみの発売

### イメージビデオ
- 着エロ乙女1 香澄のあ（2011年2月9日、ガールズエンタメ専門レーベル「Pigoo」(スカパー! HD663ch直営)）

### 撮影会
- 2010年9月18日(土) [限定]モデル・笠井しずく撮影会[7]
- 2010年10月30日(土) [限定]モデル・笠井しずく撮影会[8][9]
- 2010年11月20日(土)【特別】モデル･香澄のあ(笠井しずく)撮影会[10]